# CarambaTV.ru
CarambaTV.ru — закритий розважальний інтернет-сайт, що консолідував популярні шоу російськомовного інтернету, включаючи +100500. На майданчику CarambaTV виходило близько двадцяти передач. В середньому, по одному випуску на тиждень.

## Статистика
- 120 тис. унікальних відвідувачів на сайті CarambaTV.ru на добу
- 250 тис. учасників групи CarambaTV.ru в мережі ВК;
- 100 тис. «лайків» на сторінці CarambaTV.ru в Facebook

## Бізнес
- Телеканал «Перець» купив у Caramba Media право на показ випусків шоу «+100500»
- RuTube підписав партнерську угоду з Caramba Media, за умовами якого контент компанії буде розміщуватися п'ять разів на тиждень на спеціальній брендованої сторінці відеохостингу.

## Шоу CarambaTV.ru
| Назва                          | Жанр                     | Канал на YouTube                                               | Ведуч | Опис | Примітки |
| ------------------------------ | ------------------------ | -------------------------------------------------------------- | --- | --- | --- |
| +100500                        | Розважальне шоу          | AdamThomasMoran [Архівовано 18 серпня 2010 у Wayback Machine.] | Максим Голополосов | Огляди смішних відеороликів, розміщених в мережі інтернет. Комічний ефект досягається при поєднанні сцен відеороликів з коментарями ведучого, а також за допомогою графічних вставок.                | «+100500» — перший і найпопулярний проект Caramba Media. Виходить також на телеканалі Перець.                                              |
| +100500 англійською мовою      | Розважальнее шоу         | plus100500eng [Архівовано 15 травня 2012 у Wayback Machine.]   | Максим Голополосов | Переклад шоу «+100500» англійською мовою почався з 72 епізоду. | В англійській версії присутні моменти, які відсутні у російській.                                                                          |
| 100500 вопросов                | Розважальне шоу          | 100500voprosov [Архівовано 15 травня 2012 у Wayback Machine.]  | Дмитро Іванов (kamikadze_d) | Ведучий передачі ставить неоднозначні запитання випадковим перехожим на вулицях Москви. Оскільки запитання, що ставить Дмитро Іванов, несерйозні, бесіди з перехожими носять гумористичний характер. | Планується показ на телеканалі Москва 24.                                                                                                  |
| BadComedian                    | Відеоблог                | TheBadComedian [Архівовано 15 травня 2012 у Wayback Machine.]  | Євген Баженов (BadComedian) | Критичний огляд художніх фільмів, які не сподобалися автору | |
| Droider Show                   | Новини                   | roydroider [Архівовано 17 травня 2012 у Wayback Machine.]      | Валерій Істішев і Борис Веденський | Новини про гаджети, комп'ютери і інтернет | Транслюєтся на телеканалі Москва 24, оригінальну назва змінено на «Цифра»                                                                  |
| Rozetked show                  | Новини                   | rozetked [Архівовано 10 липня 2012 у Wayback Machine.]         | Максим Хорошев и Дарина Козій | Все про новинки світу гаджетів, комп'ютерів та інтернета за останній тиждень. | |
| RWJ в перекладі «Кураж-Бамбей» | Розважальне шоу          | carambaworld [Архівовано 15 травня 2012 у Wayback Machine.]    | Рей Вільям Джонсон (RayWilliamJohnson) | Оригінальні випуски американського шоу «=3», творцем і ведучим якого є Рей Вільям Джонсон. Перекладається студією «Кураж-Бамбей» на замовлення CarambaTV.ru.                                         | YouTube-канал RayWilliamJohnson займає первше місцо по підписникам у всьому світі.                                                         |
| Бабкины Яйца                   | Розважальне шоу          | MrDedToto [Архівовано 15 травня 2012 у Wayback Machine.]       | Антон Ческидов (Дед Тото) | Ведучий робить критичні огляди музичних відеороликів, знайдених в інтернеті. | Ведучий є лідером групи «ЛамБопс». |
| Moran Days                     | Відеоблог                | MoranDays [Архівовано 15 травня 2012 у Wayback Machine.]       | Максим Голополосов | Автор та ведучий шоу «+100500» розповідає тут про своє життя, ділится з аудиторией, думками про ті чи інші речі, відповідає на запитання своїх прихильників.                                         | |
| Картавый Футбол                | Новини                   | Carambafootball [Архівовано 15 травня 2012 у Wayback Machine.] | Микита Ковальчук (Ник) | Інформація про найважливіші події минулого тижня в області футболу. | Ведучий програми, в минулому, був професійним воротарем в міні-футболі. З 19 лютого з'явилася телеверсія проекту на Росія 2                |
| Caramba Team                   | Реаліті-шоу              | carambaTVteam [Архівовано 20 грудня 2011 у Wayback Machine.]   | Микита Ковальчук (Ник) | В рамках шоу збирається команда юних футболістів (у віці 11-16 років). Серед них проводиться відбір. Найкращі гравці увійдуть в команду Caramba Team.                                                | |
| Кинонах                        | Новини                   | Carambacinema [Архівовано 15 травня 2012 у Wayback Machine.]   | Сергій Лук'янов (Лукас) | Ведучий розповідає про кіноновинки тижня і дає рекомендації про те, на які фільми варто сходити в кінотеатр.                                                                                         | |
| Проект КОЗА                    | Розважальне шоу          | proektKOZA [Архівовано 15 травня 2012 у Wayback Machine.]      | Lee Kei | Ведучий аналізує соціальні питання, які цікавлять сучасних людей. | |
| Ни слова о политике            | Видеоблог                | kamikadzedead [Архівовано 15 травня 2012 у Wayback Machine.]   | Дмитро Іванов (kamikadze_d) | Аналітичний відеоблог про останні події в області політики | Особистий відеоблог Дмитра Іванова. |
| Сексуальна Психологія          | Повчальне шоу            | Hotpsychologies [Архівовано 15 травня 2012 у Wayback Machine.] | Вікторія Юшкевич | Ведуча розглядає взаємовідносини чоловіків та жінок з точки зору психології. | Вікторія Юшкевич — модель. |
| ФигАсебе                       | Повчальне шоу            | CarambaMagic [Архівовано 15 травня 2012 у Wayback Machine.]    | Віталій Кутмин та Денис Чертовський | Фокусники Віталій Кутмін і Денис біса показують людям на вулиці фокуси і навчають глядачів до того, як вони самі можуть їх повторити.                                                                | |
| Hell Yeah Covers               | Розважальне шоу          | HellYeahCovers [Архівовано 15 травня 2012 у Wayback Machine.]  | Сергей Беляков (Hell Yeah) | Ведущий озвучивает иностранные видеоролики. Озвучка Сергея Белякова не является переводом оригинальной речи персонажей видеоролика.                                                                  | |
| EJ Movies                      | Вебсеріали та мініфільми | CarambaStories [Архівовано 15 травня 2012 у Wayback Machine.]  | Eugene Sagaz и Alex Sagaz | Автори знімають короткі гумористичні фільми, пародії на відомі шоу | В серіалі «Ходячие обзорщики» був використаний образ Максима Голополосова як джерела зарази, перетворивши всіх людей в поганих обзорщиків. |
| Radio MANGO                    | Відеоблог                | xMANGOproject [Архівовано 10 травня 2012 у Wayback Machine.]   | Веретов | Ведучий (чоловік) розповідає про жінок та їхніх помилках у відносинах з чоловіками | Перед початком відео автор попереджує, що в шоу присутній сексизм                                                                          |
| Карикатура                     | Повчальне шоу            | studiaoko [Архівовано 10 листопада 2015 у Wayback Machine.]    | Любов Дикарьова | Художниця Любов Дикарьова малює карикатуры на авторів CarambaTV, міфічних персонажів, створює на папері гумористичні сюжети і дає глядачам майстер-класси                                            | |
| Знаете ли вы?                  | Мультсеріал              |                                                                | Продюсер: Анна Кривич; Художник: Володимир Данилов; Монтаж: Медстас; Автор ідеї, автор сценарію, режисер, разказчик: Андрій Ческидов (Дед Тото) | Серія мультфільмів про історії походження речей, значних подіях і людях | На даний момент вийшла всього одна серія про автомата Калашникова                                                                          |
| Обзоры от AKR'а                | Відеоблог                | Akr815 [Архівовано 13 квітня 2012 у Wayback Machine.]          | AKR | Авторський відеоблог, в якому ведучий закадровим голосом розповідає про мультфільми та фільми свого дитинства                                                                                        | |
| Сережа, сыграй!                | Відеоблог                | SergeKovtun2011 [Архівовано 10 липня 2012 у Wayback Machine.]  | Сергій Ковтун | Ведучий грає на гітаре музику, яку замовляють його глядачі | |

## Конкурси та нагороди

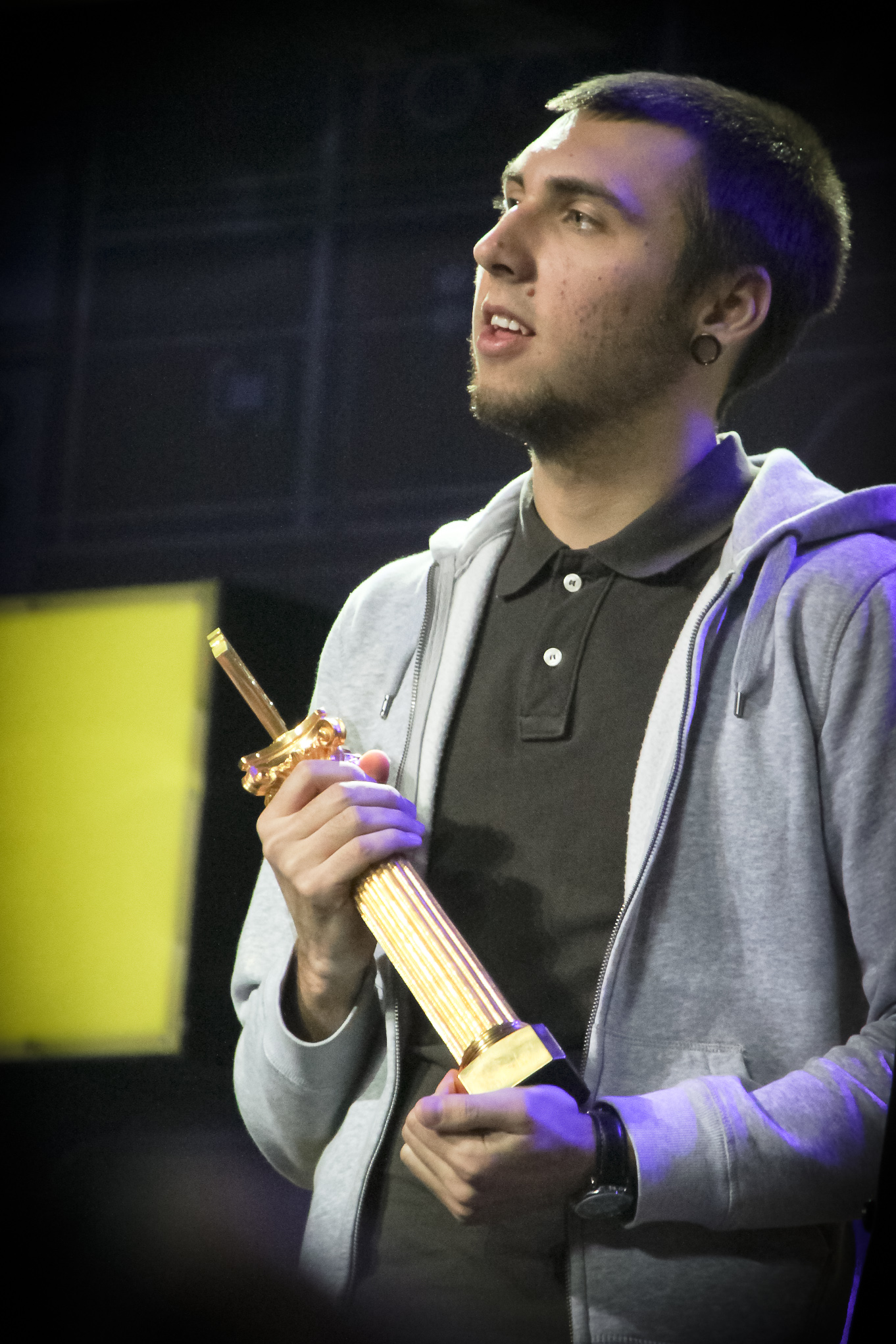
Максим Голополосов на «Премії Рунета-2011»

- 10 вересня 2011 Forbes опублікував заявку на участь в конкурсі стартапів, подану Caramba Media. Як конкурсний проект розглядався сайт з розважальним відеоконтентом CarambaTV.ru. Він дійшов до другого етапу, але далі журі його не пропустило.
- 25 листопада 2011 відбулася церемонія нагородження переможців в конкурсі «Премія Рунета 2011». У номінації Стартап року перемогла компанія Caramba Media та її проект CarambaTV.ru. Генеральний директор Caramba Media Михайло Орлов сказав про перемогу наступне: "Caramba Media з'явилася в січні 2011 року, і за одинадцять місяців ми зробили те, чого до нас ще не робив ніхто: ми навчилися заробляти на відеороликах в інтернеті і зробили це своїм основним дохід ом. Зараз ми створюємо серію шоу і публікуємо їх випуски на CarambaTV.ru. Вони набирають значні для російськомовного інтернету показники переглядів — а це вже говорить про затребуваність такого контенту з боку аудиторії. Мені здається, що перемога в конкурсі «Премія Рунета-2011» — це не просто висока оцінка наших досягнень, це показник того, що експерт и розуміють, наскільки високі перспективи розвитку ринку відеоконтенту в інтернеті. Звичайно ж, мені дуже приємно, що Caramba Media лідирує на цьому ринку.

## Цікаві факти
- Через деякий час після початку бізнес-діяльності компанія Caramba Media привернула інвестиції в розмірі мільйона доларів на розвиток проекту.
- 28 листопада компанія Google привітала свого YouTube — партнер а, компанію Caramba Media, з перемогою в конкурс е «Премія рунету 2011». «Компанія Google вітає Caramba Media з перемогою в Премії рунета 2011»
- 31 жовтня 2011 CarambaTV.ru оголосила про початок конкурсу найкращих пародій на будь шоу, що виходить на сайті «Конкурс пародій на CarambaTV.ru». 12 грудня, за підсумками другого раунду найкращою пародією на +100500 було визнано шоу This is Хорошо. Як головний приз Стас Давидов отримав iPad.